# Degami

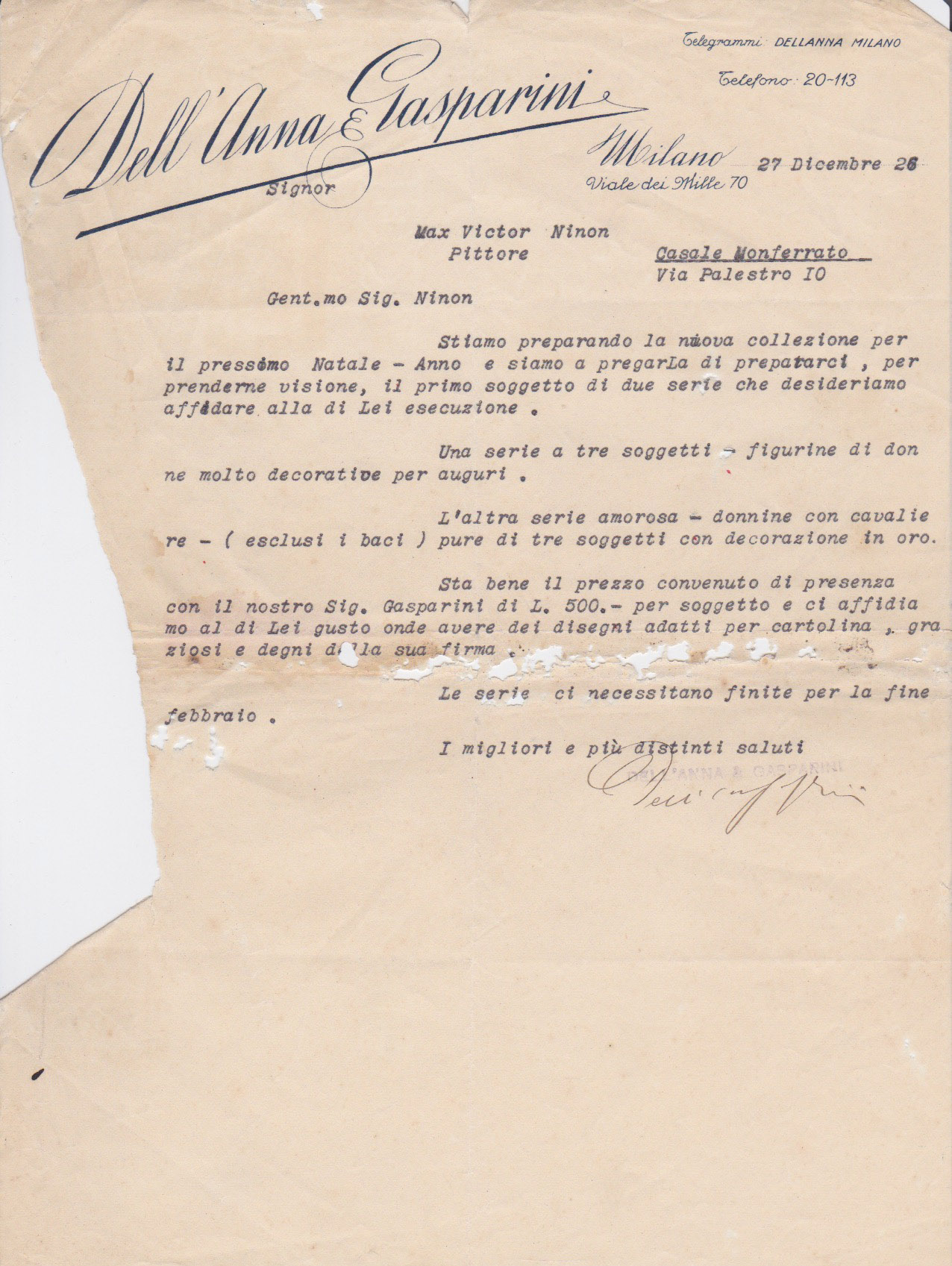
Lettera di incarico della Dell'Anna & Gasparini a Max Ninon

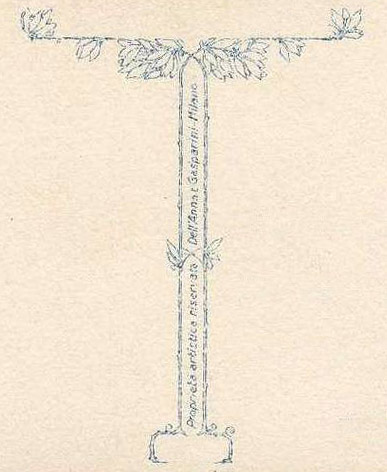
Il logo della Dell'Anna Gasparini

La casa editrice milanese Degami fu fondata da Luciano Dell'Anna e Giuseppe Gasparini nel 1911 e si specializzò nella produzione di cartoline illustrate. In una prima fase sul retro delle cartoline veniva riportato il nome per esteso "Dell'Anna e Gasparini - Milano", successivamente gli editori iniziarono a utilizzare il logo Degami (registrandolo il 12 ottobre 1928), che non è altro che l'acronimo DE (Dell'Anna) GA (Gasparini) MI (Milano). Nel 1926 la sede della casa editrice si trovava in via dei Mille 70 a Milano e il numero di telefono dell'epoca era il 20-113, mentre l'indirizzo per i telegrammi era DELLANNA MILANO.
La casa editrice, che operò fino allo scoppio della seconda guerra mondiale, si avvalse della collaborazione di numerosi celebri artisti dell'epoca. Per citarne alcuni: Marcello Dudovich, Achille Luciano Mauzan, Nino Nanni (Giacomo Nanni), Edina Altara, Max Ninon (Vittorio Accornero), Loris Riccio, Adolfo Busi, Tito Corbella, Vittorio Castelli, Aurelio Bertiglia, Aleardo Terzi, Bonora, Bentivoglio.
Le cartoline venivano prodotte in serie di quattro. I disegni solitamente erano tre e uno di questi veniva riprodotto specularmente con una colorazione leggermente diversa, per realizzare il quarto esemplare (a volte i disegni erano solo due e avveniva lo stesso processo di riproduzione speculare con colorazioni differenti, per arrivare a completare la serie di quattro). Sul retro di tutte le cartoline, sotto il logo Degami, c'era un numero di serie. Le illustrazioni variavano dalle scene romantiche e galanti a quelle con bambini. Spesso, le cartoline riportavano gli auguri per la Pasqua o per il Natale.
Esiste un documento di incarico della Dell'Anna & Gasparini per il pittore Max Ninon, del 27 dicembre 1926, dal quale si capisce in che modo lavorasse la casa editrice e quali fossero le tariffe pagate agli artisti in quell'epoca. Riportiamo qui il testo:
"Gent.mo Sig. Ninon - Stiamo preparando la nuova collezione per il prossimo Natale-Anno e siamo a pregarLa di prepararci, per prenderne visione, il primo soggetto di due serie che desideriamo affidare alla di Lei esecuzione. Una serie a tre soggetti - figurine di donne molto decorative per auguri. L'altra serie amorosa - donnine con cavaliere - (esclusi i baci) pure di tre soggetti con decorazione in oro. Sta bene il prezzo convenuto di presenza con il nostro Sig. Gasparini di L. 500 - per soggetto e ci affidiamo al di Lei gusto onde avere dei disegni adatti per cartolina, graziosi e degni della sua firma. Le serie ci necessitano finite per la fine febbraio. I migliori e distinti saluti Dell'Anna & Gasparini.